# Chao Pak Kei
Chao Pak Kei (neoficiálním názvem: Chao Pak Kei Macau nebo CPK Macau; čínsky znaky tradiční 鄒北記) je čínský fotbalový klub, který sídlí ve zvláštní správní oblasti Čínské lidové republiky Macao. Založen byl v roce 2008. Klubové barvy jsou černá a bílá. Od sezóny 2013 působí v macajské nejvyšší fotbalové soutěži.
Své domácí zápasy odehrává na Estádio Campo Desportivo s kapacitou 16 272 diváků.

## Historické názvy
Zdroj: 
- 2008 – CPK Macau (Chao Pak Kei Macau)

## Umístění v jednotlivých sezonách
Stručný přehled
Zdroj: 
- 2010: Campeonato da 3ª Divisão – sk. A
- 2011–2012: Campeonato da 2ª Divisão
- 2013– : Liga de Elite

Jednotlivé ročníky
Zdroj: 
Legenda: Z - zápasy, V - výhry, R - remízy, P - porážky, VG - vstřelené góly, OG - obdržené góly, +/- - rozdíl skóre, B - body, červené podbarvení - sestup, zelené podbarvení - postup, fialové podbarvení - reorganizace, změna skupiny či soutěže
| Macao (2010 – ) |                                  |        |    |    |   |    |    |    |     |    |        |
| Sezóny          | Liga                             | Úroveň | Z  | V  | R | P  | VG | OG | +/- | B  | Pozice |
| 2010            | Campeonato da 3ª Divisão – sk. A | 3      | 7  | 5  | 2 | 0  | 34 | 9  | +25 | 17 | 2.     |
| 2011            | Campeonato da 2ª Divisão         | 2      | 8  | 4  | 1 | 3  | 14 | 19 | -5  | 13 | 4.     |
| 2012            | Campeonato da 2ª Divisão         | 2      | 9  | 8  | 1 | 0  | 36 | 8  | +28 | 25 | 1.     |
| 2013            | Liga de Elite                    | 1      | 18 | 6  | 0 | 12 | 28 | 53 | -25 | 18 | 8.     |
| 2014            | Liga de Elite                    | 1      | 16 | 4  | 5 | 7  | 26 | 30 | -4  | 17 | 6.     |
| 2015            | Liga de Elite                    | 1      | 18 | 11 | 2 | 5  | 50 | 28 | +22 | 35 | 3.     |
| 2016            | Liga de Elite                    | 1      | 18 | 10 | 3 | 5  | 42 | 17 | +25 | 33 | 3.     |
| 2017            | Liga de Elite                    | 1      | 18 | 14 | 1 | 3  | 55 | 16 | +39 | 43 | 3.     |
| 2018            | Liga de Elite                    | 1      | 18 |    |   |    |    |    |     |    |        |